# Тони Паркер
Вилијам Ентони Паркер Џуниор (енгл. William Anthony Parker Jr.; Бриж, 17. мај 1982), познатији као Тони Паркер, је бивши француски кошаркаш. Играо је на позицији плејмејкера.
Паркер је одиграо две године у француском кошаркашком првенству, пре уласка на НБА драфт 2001. године. Био је одабран од стране Сан Антонио спарса и убрзо је постао њихов покретач екипе. Са Сан Антониом је освоји четири НБА прстена, 2003, 2005, 2007 и 2014. Изабран је 5 пута на НБА Ол-стару и био је МВП финала 2007. године.

## NBA

### Сан Антонио Спурс

#### Први NBA прстен
Пре НБА драфта 2001, Паркер је позван у летњи камп Сан Антониа. Тренер Спарса Грег Попович већ га је након десетак минута хтео послати кући, али након консултација и размишљања одлучио је Паркеру пружити другу прилику. Изабран је од стране Спарса у 1. кругу (28. пик) НБА драфта 2001. године. Паркер је у својој руки сезони започео 77 утакмица и у просеку бележио 9,2 поена, 4,3 асистенције и 2,6 скокова за 29,4 минуте по утакмици. 30. новембра 2001, Паркер је у утакмици против Лос Анђелес клиперса постао тек трећи француски играч који је заиграо у НБА лиги. У игру Спарса унео је бржи темпо и пуно више нападачке игре. Предводио је клуб по броју асистенција и украдених лопти.
Паркер је у својој другој сезони био стартни плејмејкер, а у сезони је одиграо свих 82 утакмице регуларног дела и бележио 15,5 поена, 5,3 асистенције и 2,6 скока по утакмици. У плејофу Паркер није био често у почетној петорци, већ су га мењали Стив Кер и Спиди Клакстон. У тој сезони Паркер је са Спурсима освојио свој први НБА прстен.

#### Други NBA прстен
Упркос освајању титуле НБА првака, Паркеру није блистала будућност у клубу. Спарси су покушали довести Џејсона Кида, али им је покушај пропао. Паркер је схватио своју будућност у клубу, па је стога поразговарао са тренером Поповичем, и успео придобити његово поверење да буде почетни плејмејкер Спарса. Паркер је играо одлично у регуларном делу сезоне и постизао 14,7 поена, 5,5 асистенција и 3,2 скока, али Спарси су поражени полуфиналу Западне конференције од Лејкерса. У сезони 2004./05. Паркер је поправио своју статистику и постизао 16,6 поена, 6,1 асистенцију и 3,7 скокова. У плејофу је играо одлично, али је у НБА финалу мало посустао и мучио се са шутом, међутим, Спарси су ипак освојили наслов првака победивши Пистонсе у серији 4-3.

#### Трећи NBA прстен
У сезони 2005./06. Паркер је по први пут изабран на Ол стар утакмицу, а сезону је завршио са рекордних 18,9 поена. Спарси су с скором 63-19 лако изборили плејоф, међутим у другом кругу су поражени од Далас маверикса. Већ идуће сезоне Паркер поново добива позив на Ол-Стар утакмицу и са Спарсима осваја друго место у дивизији. Спарси су у регуларном делу изборили плејоф, те с лакоћом долазе до финала. У финалу су играли против Кливленд кавалирса који су били предвођени Леброн Џејмсом. Паркер заједно с Данканом побеђује у серији 4-0 Кавалирсе, те постаје најкориснији играч финала. Паркеру је то и уједно био трећи наслов у пет година.

#### Сезона 2007./08.
Паркер је остваривао приближно исте бројке као и протекле две сезоне, те је одвео Спарсе до трећег места у Западној конференцији. У плејофу по трећи пут у четири године играли су саФиникс сансиима. Паркер је играо одлично и просечно постизао 30 поена и 7 асистенција, а Спарси су без већих проблема у серији 4-1 свладали Сансе. У следећем кругу Спарси у седам утакмица пролазе Њу Орлеанс хорнетсе, али су у финалу Западне конференције поражени од Лос Анђелес лејкерса.

#### Сезона 2008./09.
Нову сезону Спурси започињу врло лоше (скор 1-3), али у четвртој утакмици против Минесоте тимбервулвса Спарси побеђују и Паркер постиже учинак каријере од 55 поена. Паркер је као замена поново добио позив на Ол-Стар утакмицу. До краја сезоне Спарси због повреде губе Мануа Ђинобилија, али освајају треће место у Западној конференцији. У првом кругу плејофа, без обзира на Паркерове одличне игре и просек од 28,6 поена и 4,2 скокова по утакмици, Спарси су поражени од Далас Маверикса 4-1. На крају сезоне Паркер је изабран у Ол-NBA трећу петорку.

#### Сезона 2009./10.
У првој предсезонској утакмици против грчког Олимпијакоса, Паркер је постигао 12 поена док је Тим Данкан, након повратка са опоравка, постигао 10 поена и 5 скокова чиме је увелико допринео победи Спарса 107:89. У још једној предсезонској утакмици, Спурси су се сусрели с Кавалирсима, а Паркер је постигао 22 поена и 7 асистенција и тим одвео до победе 105:98.

## Француска репрезентација
Паркер је дуго био члан француске кошаркашке репрезентације. С Француском је учествовао на Европским првенствима 2001, 2003, 2005, 2007, 2009, 2011, 2013. и 2015. године. Освојио је Европско првенство 2013. које је одржано у Словенији. На Европском првенству 2011. у Литванији са Француском је освојио друго место, док је на Европским првенствима 2005. у Србији и Црној Гори и 2015. у Француској освојио је треће место. Паркер је требало да предводи француску репрезентацију на Светском првенству у Јапану 2006, али је због лома прста пропустио такмичење. Са репрезентацијом Француске се опростио 2016. након Олимпијских игара.

## Успеси

### Клупски
- Сан Антонио спарси:
  - НБА (4): 2002/03, 2004/05, 2006/07, 2013/14.

### Репрезентативни
- Европско првенство: 
  -  2013.
  -  2011.
  -  2005, 2015.
- Европско првенство до 18 година: 
  -  2000.

### Појединачни
- Евроскар (2): 2007, 2013.
- Најкориснији играч Европског првенства (1): 2013.
- Најкориснији играч НБА финала (1): 2006/07.
- НБА Ол-стар меч (6): 2006, 2007, 2009, 2012, 2013, 2014.
- Идеални тим НБА — друга постава (3): 2011/12, 2012/13, 2013/14.
- Идеални тим НБА — трећа постава (1): 2008/09.
- Победник НБА такмичења у вештинама (1): 2012/13
- Идеални тим новајлија НБА — прва постава: 2001/02.
- Најкориснији играч Европског првенства до 18 година (1): 2000/01

## Приватни живот
7. јула 2007, Паркер се у Паризу венчао са Евом Лонгоријом, славном глумицом познатијој по улози Габријеле Солис у серији Очајне домаћице. Развели су се 2011. године.